# Baltasar Espinosa
Baltasar Espinosa Lorenzo (Gáldar, 27 de abril de 1937- Madrid, 2 de abril de 2018) fue un poeta y profesor de piano español, vinculado al grupo poético de Poesía Canaria Última, compuesto por la generación de voces poéticas de la generación de 1965.

## Biografía
Baltasar Espinosa era el cuarto hijo del matrimonio formado por la pareja de profesores Juana Lorenzo Domínguez y Baltasar Espinosa Perdomo, quienes tuvieron cinco hijos. La familia tenía la residencia familiar en la calle Aljirofe en el municipio de Gáldar, donde un distintivo homenajea al hijo y hermano varón mayor de la familia, el pianista y musicólogo Pedro Espinosa Lorenzo, reconocido como Hijo predilecto de la ciudad de Gáldar en 1988.
La madre, Juana Lorenzo, fue maestra de la antigua Graduada Pública de Gáldar (en la actualidad, centro de enseñanza de infantil y primaria Fernando Guanarteme) y fundó en 1926 una escuela gratuita de música, comprando para la misma, con los fondos reunidos en las representaciones teatrales, uno de los primeros pianos traídos a Gáldar.
Después de pasar su infancia en Gáldar, Espinosa se trasladó con su familia a Las Palmas de Gran Canaria, donde inició estudios en musicología que culminó en el Conservatorio Profesional de Música de Santa Cruz de Tenerife. En 1956, con 19 años de edad, marchó a Madrid para continuar su formación en el Real Conservatorio Superior de Música, formación que amplió en París, donde residió desde 1957 a 1959, para finalmente regresar a Madrid en 1960, donde estableció su residencia definitiva. Contrajo matrimonio en dos ocasiones, teniendo una hija con su primera pareja. Vivió temporalmente  también en Kiel (Alemania) y Norrköping (Suecia).
En el ámbito profesional, ejerció como pianista para la selección española de Gimnasia Rítmica y fue docente en la escuela de música en Molina de Aragón (Guadalajara). Falleció el 2 de abril de 2018 en Madrid a los 81 años de edad.

## Trayectoria
Durante su estancia en Madrid, desarrolló una variada actividad literaria con la publicación de libros, la colaboración en diversas revistas culturales así como la participación en recitales poéticos y tertulias que tuvieron como sedes, entre otros espacios, el Ateneo de Madrid, la Universidad Complutense de Madrid y su propio domicilio donde eran frecuentes las charlas y reuniones de escritores y poetas.
Durante la década de los sesenta, Espinosa mantuvo una constante presencia en eventos poéticos y encuentros artísticos junto a autores y poetas que conformaban parte de su círculo de amistades como Francisca Aguirre, Félix Grande, Francisco Brines, José Hierro; Antonio Gala, Carlos Sahagún; el cuentista Meliano Peraile, el poeta Eladio Cabañero, el escritor Miguel Romero y el poeta Fernando Quiñones, entre otros.
En 1962, participó en la Antología Versos para Antonio Machado con un poema propio, homenaje al poeta sevillano, publicada por Ediciones El Ruedo, donde compartió letras con diversos poetas como  Rafael Alberti, Blas de Otero, Gabriel Celaya o Gloria Fuertes, entre otros. Ese mismo poema se incluyó en la antología Machado en los  campos de Canarias (Mercurio Editorial, 2019).
Diversos poemas suyos fueron publicados en el suplemento cultural Cartel de las Letras y de las Artes, del Diario de Las Palmas, dirigido por el poeta Lázaro Santana. En este suplemento publicó variados poemas durante los años 1964 y 1969. Poemas suyos fueron publicados en las revistas Caracola, Poesía Española, Tempo, Fablas, Litoral, Ruedo Ibérico o Cuadernos Hispanoamericanos.
Su obra está incluida en varias antologías, entre las que hay que destacar Poesía Canaria Última (1966), Poesía canaria (1969), Joven Poesía Española (El Pájaro Cascabel, Madrid, 1967) o Poesía Canaria Viva (Editorial Tagoro, 1969), un CD que cuenta con la voz de Espinosa recitando sus propios poemas, junto otros poetas canarios como Pedro García Cabrera, Domingo Velázquez, Agustín Millares Sall, Pedro Lezcano Montalvo, Luis Feria, Manuel Padorno, Antonio García Ysábal, Juan Jiménez, Lázaro Santana y Eugenio Padorno. 
Su último libro, Vida propia, fue publicado en 2011, y está conformado por una selección de sus poemas.
En febrero de 2021, se publicó Obras Completas (1962-2011), un trabajo compilado por la periodista y escritora Josefa Molina Rodríguez, con prólogo del Premio de Canarias de Literatura 2018, Ángel Sánchez,que reúne la obra publicada así como poemas inéditos del autor galdense.

## Reconocimientos
En 1974 se hizo con el segundo Premio de Poesía Tomás Morales, convocado por el Patronato de la Casa de Colón de Las Palmas de Gran Canaria, por la obra Poemavario.
En 2019, recibió un reconocimiento a su trayectoria como poeta en el marco de la segunda edición del Encuentro de Letras y Versos del Atlántico Gáldar, estando la comisión ejecutiva conformada por el premio Canarias de Literatura 2018, Ángel Sánchez Rivero, como director; el poeta Manuel Díaz García, como coordinador; el cronista oficial de Gáldar, Juan Sebastián López, y la periodista Josefa Molina Rodríguez, como vocales.
En febrero de 2019, la Asociación de Escritoras y Escritores Palabra y Verso y la Academia de Dibujo y Pintura ‘Josefa Medina’ organizaron una exposición pictórica-poética  dedicada a su figura y obra. Esta misma exposición se celebró en septiembre del mismo año en la Biblioteca insular de Gran Canaria, dependiente del Cabildo Insular de Gran Canaria. De esta muestra se editó un libro-facsímil bajo el título Yo y nada más que yo que incluye poemas de Espinosa junto a otros autores y autoras. 

## Obra
- 1968 - Los días. Col. Tagoro. Las Palmas de Gran Canaria. Depósito legal GC-325-1968.
- 1977 - Hormas. Taller de Ediciones JB. Madrid, ISBN 978-84-7330-059-9.
- 1995 - De la sombra. Ultramarino. Las Palmas de Gran Canaria, ISBN 978-84-85438-95-2.
- 2001 - Desdibujándote. Col. Ágape. Las Palmas de Gran Canaria.
- 2011 - Vida propia. Anroart Ediciones, ISBN 978-84-15148-78-4.
- 2021 - Obras Completas (1962-2011), Mercurio Editorial, ISBN 978-84-18588-30-3.